# Manoir de la Touche
Pour les articles homonymes, voir Manoir de la Touche (homonymie).
Le manoir de la Touche est un manoir situé à Mouliherne, en France.

## Localisation
Le manoir est situé dans le département français de Maine-et-Loire, sur la commune de Mouliherne.

## Historique
L'édifice est inscrit au titre des monuments historiques en 1963.